# 富山県公安委員会
富山県公安委員会（とやまけんこうあんいいんかい）は、富山県警察を管理するため富山県知事所轄の下に設置される行政委員会である。3人の委員で組織される。所在地は富山市新総曲輪1-7である。

## 委員
- 委員長
  - 川端雅彦（富山県済生会高岡病院院長）
- 委員
  - 竹内登美子（富山県立大学名誉教授）
  - 金井豊（北陸電力代表取締役会長）

（2025年4月24日現在）

## 下部組織
- 富山県警察